# Vivian Jenna Wilson
Vivian Jenna Wilson, née le 15 avril 2004, est la fille ainée  d'Elon Musk et de sa première femme Justine Wilson.
En 2020, elle commence une transition de genre à l'âge de 16 ans avec l'accord de ses parents. Son père affirme ensuite avoir été trompé en donnant son accord, là où Wilson affirme que son père était parfaitement au courant, elle rompt tout lien avec lui en 2022 et prend le nom de naissance de sa mère pour ne plus être associée avec le milliardaire.

## Biographie

### Enfance et formation
Vivian Jenna Wilson, née le 15 avril 2004, est la fille de l'homme d'affaire milliardaire Elon Musk et de l'écrivaine canadienne Justine Musk, née Wilson,. Vivian Jenna Wilson est la fille ainée des quinze enfants d'Elon Musk, nés de cinq femmes différentes,.
De 2014 à 2018, Vivian Jenna Wilson fréquente l'école Ad Astra, fondée par Elon Musk au sein de SpaceX à Hawthorne en Californie. L'enseignement privilégie les sciences, les mathématiques, l'ingénierie et l'éthique mais il n'existe pas de cours de sport, de musique ni de langues étrangères, Musk considérant que les dispositifs de traduction automatique seront suffisants à l'avenir ,.

### Transition de genre
À l'âge de 16 ans, en 2020, elle commence une transition de genre. Elon Musk affirme : « J’ai perdu mon fils, essentiellement… Mon fils Xavier est mort, tué par le virus woke, alors j’ai juré de détruire ce virus woke après cela ». Il indique qu'il a signé des papiers pour sa fille :  « C'était avant que je ne comprenne ce qui se passait. La Covid était en cours, il y avait donc beaucoup de confusion, et on m'a dit que Xavier pourrait se suicider s'il ne [faisait] pas le changement ». Vivian Jenna Wilson réfute cette version en expliquant qu'Elon Musk savait ce qu'il faisait lorsqu'il a validé ce traitement, qui nécessite l'autorisation des parents.  Par ailleurs elle décrit un père absent pendant son enfance et qui l'a toujours harcelée pour son identité. De plus, elle reproche à son père d'être « facilement en colère », « indifférent » et « narcissique »,.
En avril 2022, alors qu'elle vient de fêter son dix-huitième anniversaire, elle dépose un recours devant la justice pour changer légalement de sexe et de nom de famille pour s'appeler Vivian Jenna Wilson. Elle souhaite rompre tout lien et contact avec son père biologique Elon Musk,.
Elon Musk considère que sa fille exprime des « opinions marxistes extrêmes » qui lui ont été inculqués pendant ses études au sein de l'école Crossroads (en) à Santa Monica. Ainsi, selon lui, elle pense que « toute personne riche est mauvaise ». Il explique que la transition de genre de sa fille est à l'origine de son adhésion à des points de vue conservateurs : « J'ai juré de détruire le virus du wokisme après cela, et nous faisons des progrès ». Pour le journaliste Antoine Margueritte de Marianne, la relation de Musk avec sa fille est « un catalyseur et un moteur de son basculement du Parti démocrate vers le conservatisme et même l'extrême droite »,.

### Projets de carrière
En 2025, elle vit à Tokyo dans une chambre universitaire et étudie les langues étrangères. Elle a étudié le français, l'espagnol et le japonais et espérait devenir traductrice avant d'envisager de créer sa propre plateforme. Avec sa nouvelle popularité elle envisage de devenir influenceuse sur Twitch et mannequin. Elle apprécierait également de participer à une émission de téléréalité : « En tant que petite queer un peu trop théâtrale, j'adore les émissions de télé-réalité »  tout en estimant que cela a un côté « pathétique »,.

### Prises de position
Vivian Jenna Wilson est très active sur les réseaux sociaux, elle utilise Instagram, Threads, Bluesky et obtient des millions de vues sur TikTok. Elle est suivie par environ un million d'abonnés sur l'ensemble des plateformes (chiffre 2025).
À l'annonce de la victoire de Donald Trump lors de l'élection présidentielle américaine en novembre 2024, Vivian Jenna Wilson indique vouloir quitter les États-Unis : « Même [si Donald Trump] ne reste au pouvoir que quatre ans, même si les réglementations anti-trans ne sont pas appliquées comme par magie, les gens qui ont voté pour lui ne vont pas s'en aller de sitôt »,.
En janvier 2025, lors de la polémique concernant un hypothétique salut fasciste  effectué par Elon Musk pendant le discours qu'il prononce au meeting qui suit la cérémonie d'investiture de Donald Trump en tant que 47e président des États-Unis, sa fille Vivian Jenna Wilson n'est pas convaincue par les explications qui minorent ce geste et indique sur le réseau Bluesky : « Appelons un chat un p*tain de chat. Surtout si deux chats ont été faits à la suite, sur base de la réaction du premier »,.
En février 2025, les références transgenres du site web du Stonewall National Monument sont supprimées, à la suite des prises de position du président Donald Trump, ainsi l’abréviation LGBTQ+ est réduite à LGB. Vivian Jenna Wilson critique cette décision considérant que c'est un effacement de l’histoire queer.